# Pelkachaur
Pelkachaur – gaun wikas samiti w zachodniej części Nepalu w strefie Gandaki w dystrykcie Syangja. Według nepalskiego spisu powszechnego z 2001 roku liczył on 498 gospodarstw domowych i 2388 mieszkańców (1287 kobiet i 1101 mężczyzn).